# Caprimulgus climacurus
El chotacabras rabudo (Caprimulgus climacurus) es una especie de ave caprimulgiforme de la familia Caprimulgidae propia de África. 

## Descripción
Mide de 28 a 43 cm de largo (incluyendo la cola) y pesa de 35 a 61 g. El ave varía el color de las plumas en un color marrón claro, marrón y gris. Tiene una larga cola, que es más corta en la hembra que el macho. Las plumas centrales de la cola son las más largas. Las plumas exteriores de la cola son en cascada hacia abajo, de modo que la cola tiene el formato de una hoja de vidrio alargado.

## Distribución y hábitat
Habita en Angola, Benín, Burkina Faso, Camerún, República Centroafricana, Chad, Costa de Marfil, Eritrea, Etiopía, Gabón, Gambia, Ghana, Guinea, Guinea-Bissau, Kenia, Liberia, Malí, Mauritania, Níger, Nigeria, República del Congo, República Democrática del Congo, Senegal, Sierra Leona, Sudán del Sur, Tanzania, Togo, y Uganda.
La especie posee tres subespecies:
- C. c. climacurus: desde Mauritania hasta el oeste de Etiopía (excepto el centro de Sudán) y al sur de Congo.
- C. c. nigricans: al centro de Sudán.
- C. c. sclateri: desde Guinea a Camerún, el norte de la República Democrática del Congo y el noroeste de Kenia.

El chotracabras no es específico en la elección del hábitat y se puede encontrar tanto en lugares semidesiertos, como en bosques y praderas, zonas de matorral y proximidades de las poblaciones; y fuera de la temporada de reproducción, incluso en pantanos con papiros.

## Estado de conservación
El chotacabras rabudo tiene un área de distribución grande, y por tanto su riesgo de extinción es bajo. El tamaño de la población no está cuantificado. No hay ninguna razón para suponer que la población se encuentre en declive. Por estas razones, esta ave no se ve amenazada en la Lista Roja de la UICN.